# John Hubert Marshall
John Hubert Marshall (Chester, 19 marzo 1876 – Guildford, 17 agosto 1958) è stato un archeologo britannico.
Pioniere dell'archeologia, John Hubert Marshall fu, dal 1902 al 1928, direttore dell'Archaeological Survey of India, dipartimento del Governo indiano responsabile dei patrimoni archeologici sul territorio indiano. Nel 1921 Marshall era responsabile degli scavi che portarono alla luce le città di Harappa e Mohenjo-daro, i principali centri della civiltà della valle dell'Indo, civiltà risalente al III millennio a.C.

## Opere
- John Hubert Marshall, A guide to Sanchi, Calcutta: Superintendent, Government Printing, 1918.
- John Hubert Marshall, Mohenjo-Daro and the Indus Civilization, Londra, Probsthain, 1931.
- John Hubert Marshall, Taxila. An illustrated account of archaeological excavations carried out at Taxila (3 volumes), Delhi, Motilal Banarsidass, 1956.
- John Hubert Marshall, The Buddhist art of Gandhara: the story of the early school, its birth, growth, and decline, New Delhi, Munshiram Manoharlal, 2000.